# Under the Sign of the Black Mark
Under the Sign of the Black Mark ist das dritte Album von Bathory. Es erschien 1987 bei New Renaissance Records und Under One Flag. Damals zum Teil als Death Metal bezeichnet, gilt es heute als Meilenstein für den Black Metal und Vorlage für die zweite Black-Metal-Welle.

## Stil und Texte
Under the Sign of the Black Mark gab Synthesizern eine bedeutende Rolle im ansonsten konservativen Metal und nahm Einflüsse der klassischen Musik auf, die auf späteren Alben deutlicher hervortraten. Während in einem von Vorskaath von Zemial geschriebenen Artikel über das Album von Gitarrensynthesizern und Kirchenorgeln die Rede ist, erwähnt Quorthon selbst die Verwendung eines primitiven Synthesizers, um den Stücken Tiefe zu verleihen, sowie eines Roland-Synthesizers für den von einem Opernstück inspirierten Einklang Nocternal Obeisance. Call from the Grave enthält Frédéric Chopins Marche funèbre aus seiner zweiten Klaviersonate. Der Klang der E-Gitarren ist nach wie vor unklar und der Gesang in Stücken wie Equimanthorn schneller als bei Slayers Hell Awaits.
Das Stück Woman of Dark Desires ist eine Reverenz an Elisabeth Báthory, die Namensgeberin der Band. Equimanthorn nimmt Bezug auf eine von Quorthon erfundene Gottheit, aber auch auf die nordische Mythologie und die Hölle des Christentums. Enter the Eternal Fire handelt vom Übertritt in die Hölle als Folge eines Teufelspakts, das Lied wurde daher als „faustische Geschichte“ bezeichnet und mit Manowars Bridge of Death verglichen.

## Rezeption
Die Seite Rocktimes schrieb: „Nie zuvor, und vor allem nie wieder danach, wurde Black Metal böser, erhabener und vernichtender gespielt, ohne jedoch auf ‚Hits‘ zu verzichten, denn solche hat dieses Meisterwerk en masse zu bieten, bzw. jede dieser neun schwarzmetallischen Hasstiraden hat eine besondere Melodie und gehört in die pechschwarze Hall Of Fame.“ Sie riet außerdem dazu, „die 1986er Originalpressung zu ergattern […], da durch das Remastern die ganze majestätische Bösartigkeit und das besondere Flair der Scheibe zerstört wurde“. Vorskaath von Zemial schrieb, er habe bis dahin niemals etwas so dunkles und ominöses im Metal gehört und auch seitdem kein so sehr von Dunkelheit und Finsternis durchtränktes Album wie dieses Meisterwerk gefunden, wobei er „Dunkelheit“ hier nicht als Klischee-Epitheton verwende. Dies sei die Grundlage der gesamten zweiten Black-Metal-Welle. Als einzige andere bedeutende Band wahrer Visionäre verdiene Celtic Frost, erwähnt zu werden. Aus Respekt vor Under the Sign of the Black Mark habe er nie versucht, das Album zu emulieren, bis er nach Quorthons Tod das Album In monumentum aufnahm und sich bei Born of the Crimson Flame an mehreren Liedern von Bathorys drittem Album orientierte. Auch Mirai Kawashima von Sigh bezeichnete Under the Sign of the Black Mark neben Celtic Frosts Into the Pandemonium als Vorlage für den heutigen Black Metal.
Eduardo Rivadavia von Allmusic schrieb: “In short, though clearly transitional (which of their albums wasn't?), Under the Sign: The Sign of the Black Mark remains a career highlight for Bathory and a crucial LP for all lovers of extreme metal.” Er vergab 4,5 von 5 Punkten. Im Nachruf auf Quorthon und Bathory der Seite Powermetal.de wurde als vermutlich „weithin unbestrittene Tatsache“ bezeichnet, dass es Quorthon auf diesem Album gelungen sei, „die perfekte Synthese zwischen dem auf den ersten beiden Alben etablierten extremen Sound und eingängigem, ja, durchaus hymnischem Songwriting zu schaffen“. Mehrere Stücke dieses Albums wurden als „Blaupausen für die zweite Black-Metal-Welle, die Skandinavien und insbesondere Norwegen ab 1991 überrollen sollte“ bezeichnet. Sargon the Terrible von The Metal Crypt schrieb in seiner Rezension, erst durch das Hören dieses Albums ergebe der übrige Black Metal Sinn; die Erkenntnis, dass Mayhems erste EP Deathcrush ein Jahr nach Under the Sign of the Black Mark veröffentlicht habe, habe viel zur Erklärung der Herkunft dieser Bewegung getan (tatsächlich erschienen jedoch beide Tonträger 1987). Er bemängelte an der Produktion das zu laut abgemischte und damit das Hören der Riffs beeinträchtigende Schlagzeug und Massacre als etwas zu simpel; allgemein seien die langsameren Stücke die besseren, aber es gebe keine wirklich schlechten Lieder auf diesem Album.
Das deutsche Magazin Visions führte Under the Sign of the Black Mark auf ihrer Liste der 55 besten schwedischen Rockalben.
Tom Lubowski rezensierte das Album rückblickend im Metal Hammer anlässlich des 35. Jubiläums im Rahmen des Artikels Das Metal Jahr 1987. Er bezeichnete Under The Sign of the Black Mark als Vorreiteralbum der Zweiten Welle Black Metal, auf dem Quorthon trotz der Vorwegnahme vieler Stilmittel nicht auf „Hit-Potenzial“ verzichte und mit Songs wie Woman of Dark Desires, Call from rhe Grave und Enter the Eternal Fire „teuflische Hymnen“ schaffe, die „seine klassische Black Metal-Phase zu einem fulminanten Ende [führen].“

## Titelliste
1. Nocternal  Obeisance (Intro) – 1:28
2. Massacre – 2:38
3. Woman of Dark Desires – 4:06
4. Call from the Grave – 4:35
5. Equimanthorn – 3:41
6. Enter the Eternal Fire – 6:57
7. Chariots of Fire – 2:46
8. 13 Candles – 5:17
9. Of Doom...... – 3:44
10. Outro – 0:25